# Comuna Ternivka, Vilneansk
Ternivka (în ucraineană Тернівка) este o comună în raionul Vilneansk, regiunea Zaporijjea, Ucraina, formată din satele Hubenske, Iakîmivka, Prîdolînivka, Șevcenka, Ternivka (reședința) și Velîkodubove.

## Demografie
Componența lingvistică a comunei Ternivka
     Ucraineană (87,45%)
     Rusă (12,27%)
     Alte limbi (0,28%)
Conform recensământului din 2001, majoritatea populației comunei Ternivka era vorbitoare de ucraineană (87,45%), existând în minoritate și vorbitori de rusă (12,27%).